# Haltepunkt Düsseldorf-Derendorf
Der Haltepunkt Düsseldorf-Derendorf liegt etwa vier Kilometer nördlich von Düsseldorf Hauptbahnhof im Düsseldorfer Stadtteil Derendorf. Er befindet sich an der Bahnstrecke Düsseldorf–Hagen. Neben der den Haltepunkt anfahrenden S-Bahn verkehren mehrere Straßenbahn- und Buslinien von der Haltestelle Düsseldorf-Derendorf (S).

## Geschichte

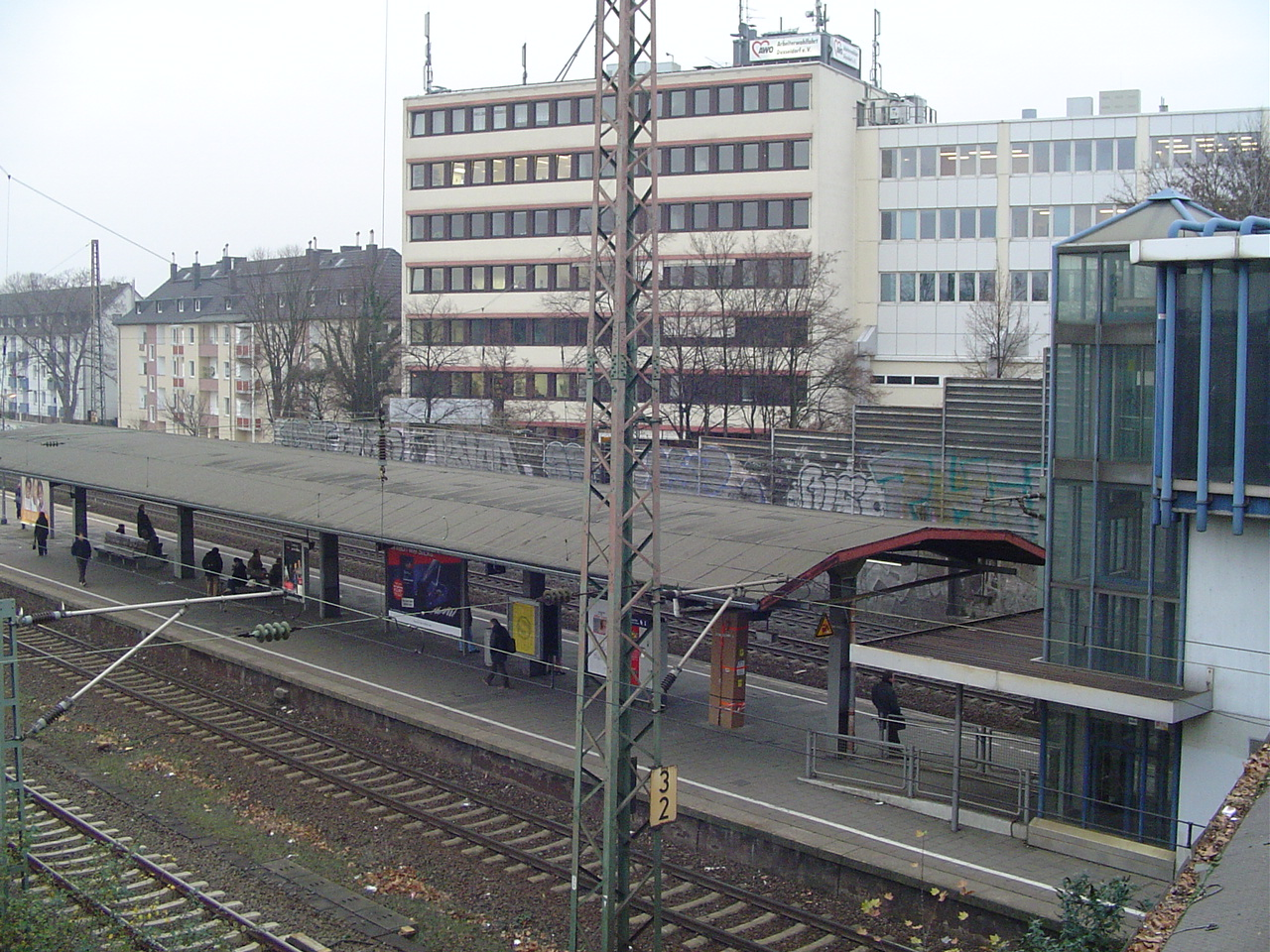
Bahnsteig vor der Modernisierung (2006)

Dieser seit 1936 bestehende Haltepunkt (Abkürzung im Betriebsstellenverzeichnis KDDH) ist nicht zu verwechseln mit dem weiter südlich liegenden ehemaligen Bahnhof Düsseldorf-Derendorf (Abkürzung KDD), der ein Güter-, Rangier- und bis 1936 Personenbahnhof an der Bahnstrecke Köln–Duisburg und davor als Bahnhof Düsseldorf Rheinisch westlicher Endpunkt der von der Rheinischen Eisenbahn-Gesellschaft betriebenen Bahnstrecke Düsseldorf-Derendorf–Dortmund Süd war.

## Lage
Der Haltepunkt liegt in zentraler Lage zwischen den Ortsteilen Derendorf, Düsseltal und Mörsenbroich. Westlich liegt der neue Campus der Hochschule Düsseldorf.
Der Haltepunkt befindet sich unmittelbar nördlich der Brücke, auf der die Münsterstraße die Eisenbahnanlage überquert. Er besitzt einen Mittelbahnsteig mit Zugang von der Brücke, auf der sich auch die Bus- und Straßenbahnhaltestelle befindet. Das 1936 in Betrieb genommene Empfangsgebäude am südöstlichen Brückenkopf wurde stillgelegt und umgenutzt. Das ebenfalls stillgelegte Zugangsbauwerk vom Gebäude zum Bahnsteig ist ebenfalls noch erhalten.
Der nördliche Zugang von der Liststraße wurde zwecks Modernisierung im Jahr 2013 geschlossen und sollte nach offiziellen Plänen bis Ende 2014 wiedereröffnet werden, dies war jedoch bis Oktober 2020 nicht geschehen. 2023 war der nördliche Zugang fertiggestellt und wieder geöffnet. 

## Bedienung
Die Züge des Schienenpersonenfernverkehrs passieren den Haltepunkt ohne Halt.
Im Schienenpersonennahverkehr wird der Haltepunkt von drei Linien der S-Bahn Rhein-Ruhr, sowie im öffentlichen Personennahverkehr von einer Straßenbahnlinie und sieben Buslinien der Rheinbahn angefahren.
| Linie | Verlauf | Takt |
| ----- | --- | --- |
| S 1   | Solingen Hbf – SG-Vogelpark – Hilden Süd – Hilden – D-Eller – D-Eller Mitte – D-Oberbilk – D-Volksgarten – Düsseldorf Hbf – D-Wehrhahn – D-Zoo – D-Derendorf – D-Unterrath – D-Flughafen – Angermund – DU-Rahm – DU-Großenbaum – DU-Buchholz – DU-Schlenk – Duisburg Hbf – MH-Styrum – Mülheim (Ruhr) Hbf – E-Frohnhausen – Essen West – Essen Hbf – E-Steele – E-Steele Ost – E-Eiberg – Wattenscheid-Höntrop – BO-Ehrenfeld – Bochum Hbf – BO-Langendreer West – BO-Langendreer – DO-Kley – DO-Oespel – DO-Universität – DO-Dorstfeld Süd – DO-Dorstfeld – Dortmund Hbf Stand: Fahrplanwechsel Dezember 2023                                                              | 30 min 20 min (Solingen–Duisburg wochentags) 15 min (Essen–Dortmund wochentags)                                                                 |
| S 6   | Essen Hbf – Essen Süd – E-Stadtwald – E-Hügel – E-Werden – Kettwig – Kettwig Stausee – Hösel – Ratingen Ost – D-Rath – D-Rath Mitte – D-Derendorf – D-Zoo – D-Wehrhahn – Düsseldorf Hbf – D-Volksgarten – D-Oberbilk – D-Eller Süd – D-Reisholz – D-Benrath – D-Garath – D-Hellerhof – Langenfeld-Berghausen – Langenfeld (Rheinland) – Lev.-Rheindorf – Lev.-Küppersteg – Leverkusen Mitte – Lev.-Chempark – K-Stammheim – K-Mülheim – K-Buchforst – K-Messe/Deutz – Köln Hbf – K-Hansaring – K-Nippes (– K-Geldernstr./Parkgürtel – K-Longerich – K-Volkhovener Weg – K-Chorweiler – K-Chorweiler Nord – K-Blumenberg – K-Worringen) Stand: Fahrplanwechsel Dezember 2023 | 20 min (werktags) 30 min (sonn-/feiertags, Essen–Düsseldorf auch samstags) Nippes–Worringen nur werktags 5–20 Uhr und sonn-/feiertags 11–21 Uhr |
| S 11  | D-Flughafen Terminal – D-Unterrath – D-Derendorf – D-Zoo – D-Wehrhahn – Düsseldorf Hbf – D-Friedrichstadt – D-Bilk – D-Völklinger Straße – D-Hamm – NE Rheinparkcenter – NE Am Kaiser – Neuss Hbf – Neuss Süd – Norf – NE-Allerheiligen – Nievenheim – Dormagen – Dormagen-Chempark – Köln-Worringen – K-Blumenberg – K-Chorweiler Nord – K-Chorweiler – K-Volkhovener Weg – K-Longerich – K-Geldernstraße/Parkgürtel – K-Nippes – K-Hansaring – Köln Hbf – K-Messe/Deutz – K-Buchforst – K-Mülheim – K-Holweide – K-Dellbrück – Duckterath – Bergisch Gladbach Stand: Fahrplanwechsel Dezember 2023                                                                        | 20 min |

| Linie   | Verlauf |
| ------- | --- |
| 701     | D-Rath, DOME/Am Hülserhof1 – PSD Bank Dome – Wahlerstr./JVA – D-Rath 2 – D-Rath Mitte – Mörsenbroich, Heinrichstraße 3 – Derendorf – Derendorf, Rather Straße/Hochschule HSD – Pempelfort, Dreieck4 – Venloer Str. – Nordstraße – Pempelfort, Sternstraße – Stadtmitte, Schadowstraße – Steinstraße – Stadtmitte, Berliner Allee4 – D-Friedrichstadt, Helmholtzstraße – Sonnenstraße (Friedrichstadt ) – Oberbilk, Kruppstraße – D-Oberbilk – Lierenfeld, Schlesische Straße – D-Eller Mitte – Eller, Vennhauser Allee 5 Betrieb im Standardtakt der Düsseldorfer Straßenbahnen; weitere Haltestellen nur im Abschnitt 2–5, aber alle Umsteigehaltestellen sind aufgeführt. |
| SB 55   | Düsseldorf Hbf – Stadtmitte, Oststraße – Jacobistraße (Pempelforter Straße , 200 m) – Pempelfort, Münsterstraße/Feuerwache – Derendorf – Mörsenbroich, Heinrichstraße 1 – Ratingen-Lintorf, Tiefenbroicher Straße2 – Lintorf, Rathaus – Rehhecke – Lintorf, Siemensstraße HVZ ca. alle 20 min (mit Linie 752), Mo–Fr auch abends und Sa nur tagsüber alle 60 min; Abschnitt 1–2 über die B 1/A 52; Weitere Haltestellen nur in Lintorf; während der HVZ verkehrt die Linie 752 über dieselbe Strecke; Abschnitt zum Motor Hotel wird seit 2012 nicht mehr bedient. |
| 733     | St. Vinzenz-Krankenhaus1 – D-Derendorf – Mörsenbroich, Heinrichstraße 2 – Mörsenbroicher Weg – Graf-Recke-Straße – Schlüterstraße/Arbeitsagentur – Grafenberg, Burgmüllerstraße – Gerresheim, Torfbruchstraße 3 – Gerresheim, Rathaus – Gerresheim, Krankenhaus – Ludenberg, Rotthäuser Weg – Knittkuhl, Am Püttkamp4 Mo–Fr 5–21 Uhr und Sa 8–21 Uhr alle 20 min; So alle 30 min; weitere Haltestellen nur im Abschnitt 2–4. |
| 752     | Mülheim Hbf – MH-Stadtmitte – Schloß Broich – MH-Saarn, Friedrich-Freye-Straße;– MH-Selbeck, Stooter Straße – Ratingen-Breitscheid, Krummenweg – Lintorf, Friedhof – Am Kämpchen – Rehhecke – Lintorf, Rathaus – Tiefenbroicher Straße – ( Ratingen-Tiefenbroich, Annastraße – Ratingen, Kaiserswerther Straße – Ratingen-West, Dieselstraße – Eckampstraße – Düsseldorf, Neu-Lichtenbroich – ) Mörsenbroich, Heinrichstraße – D-Derendorf – Pempelfort, Münsterstraße/Feuerwache – Stadtmitte, Jacobistraße (Pempelforter Straße , 200 m) – Oststraße – Düsseldorf Hbf |
| 754     | Ratingen-Lintorf, Siemensstraße – Rehhecke – Lintorf, Rathaus – Tiefenbroicher Straße – Ratingen-Tiefenbroich, Annastraße – Kaiserswerther Straße – Ratingen-West, Dieselstraße – Eckampstraße – Düsseldorf, Neu-Lichtenbroich – Mörsenbroich, Heinrichstraße – D-Derendorf – Pempelfort, Münsterstraße/Feuerwache – Stadtmitte, Jacobistraße (Pempelforter Straße , 200 m) – Oststraße – Düsseldorf Hbf |
| 756 758 | Ratingen-Tiefenbroich, Friedhof – Düsseldorf, Theodor-Heuss-Brücke Linien 756 und 758 verkehren auf verschiedenen Linienwegen zu unterschiedlichen Zeiten. |
| 807     | Düsseldorf Hbf – Derendorf – Großmarkt – Unterrath, Eckenerstraße Nachtverkehr von So/Mo bis Do/Fr; ab Hauptbahnhof 0:38 und 4:01 Uhr; verkehrt weiter als Linie 810 und nicht in die Gegenrichtung. |
| 834     | Oberkassel Belsenplatz – Theodor-Heuss-Brücke – Nordfriedhof – Golzheim – Mörsenbroich Heinrichstraße – Clara-Viebig-Straße – Flingern-Nord – Elisabethkirche (Wehrhahn ) – Worringer Platz – Düsseldorf Hbf |